# Uzavírací klauzule
Uzavírací klauzule neboli volební klauzule, někdy také nepřesně volební kvórum, je minimální podíl (případně počet) hlasů, stanovený volebním zákonem, který musí politická strana získat ve volbách, aby se dostala do parlamentu či do jiného zastupitelského sboru. Uzavírací klauzule se téměř výhradně používá v poměrných volebních systémech, teoreticky není její uplatnění vyloučeno ani ve většinovém systému.

## Účel a účinky uzavírací klauzule
Účelem klauzule je zabránit přílišnému štěpení politických sil v parlamentu a z toho případně plynoucí politické nestabilitě; jako negativní příklad bývá v této souvislosti uváděna Itálie.
Účinkem uzavírací klauzule je zároveň snižování reprezentativnosti, protože hlasy stranám, které nedosáhly určité procentuální hranice, propadnou. Je však třeba říct, že aspoň minimální uzavírací klauzule je přirozeným rysem volebních systémů, minimální uzavírací klauzule je dána čistě matematicky. Uzavírací klauzule tohoto typu se označuje jako přirozená klauzule nebo přirozený práh.

## Uzavírací klauzule v České republice
V Česku je pro získání mandátů politickou stranou ve volbách do Poslanecké sněmovny, Evropského parlamentu i ve volbách do krajských zastupitelstev nutné získat min. 5 % hlasů.
Pro volební koalice více politických stran či hnutí platila v České republice od roku 2000 pro volby do Poslanecké sněmovny uzavírací klauzule pro uskupení dvou stran 10 %, pro uskupení tří stran 15 % a pro uskupení více než tří stran 20 %.
Tuto část volebního zákona posuzoval Ústavní soud České republiky a v nálezu z 24. ledna 2001 došel k závěru, že i s ohledem na různé úpravy v jiných státech „lze proto podle názoru Ústavního soudu toto napadené ustanovení stěží považovat za protiústavní“.
Znovu toto ustanovení volebního zákona posuzoval Ústavní soud v roce 2021 a v nálezu z 3. února 2021 došel k opačnému závěru než v roce 2001, stanovení vyšších uzavíracích klauzulí pro koalice shledal v rozporu s Ústavou České republiky. Disentní stanovisko uplatnili čtyři ústavní soudci.
Parlament proto následně přijal novelu volebního zákona, podle které pro volební koalice dvou stran platí kvórum 8 % a pro koalice tří a více stran kvórum 11 %. I tak ve volbách v roce 2021 19,76 % hlasů voličů propadlo.

## Příklady uzavírací klauzule
Příkladem země, která má uzavírací klauzuli velmi nízkou, je Izrael, podobný systém s minimálními klauzulemi fungoval i v první Československé republice a do konce 20. století i v Itálii. Některé země, např. Portugalsko nebo Finsko, nemají stanovenu žádnou uzavírací klauzuli. Nejmenší minimální klauzuli má Nizozemsko s 0,67 %.[zdroj?]
Ve světě uzavírací klauzule zřídkakdy překračuje 5 % (výjimkou je např. Turecko – 10 %).
V rámci Evropy jsou uzavírací klauzule stanoveny následujícím způsobem:
| Stát                                          | Pro jednotlivé strany                           | Pro jednotlivé strany       | Pro jiné typy subjektů                                                                                  |
| Stát                                          | umělá klauzule                                  | přirozená klauzule (křesel) | Pro jiné typy subjektů                                                                                  |
| --------------------------------------------- | ----------------------------------------------- | --------------------------- | --- |
| Albánie                                       | 3 %                                             |                             | 5 % pro koalice v každém volebním obvodu                                                                |
| Belgie                                        | 5 % (platí pouze pro jednotlivé volební obvody) |                             | |
| Bosna a Hercegovina                           | 3 %                                             |                             | |
| Bulharsko                                     | 4 %                                             |                             | |
| Černá Hora                                    | 3 %                                             |                             | speciální pravidla pro strany národnostních menšin                                                      |
| Česko                                         | 5 %                                             | 0,5 % (200)                 | 8 % pro dvoučlennou koalici, 11 % pro vícečlennou                                                       |
| Dánsko                                        | 2 %                                             |                             | |
| Estonsko                                      | 5 %                                             |                             | |
| Chorvatsko                                    | 5 %                                             |                             | |
| Itálie                                        | 3 %                                             |                             | 10 % pro koalice                                                                                        |
| Jihoafrická republika (nenachází se v Evropě) | 0 %                                             | ~0,2 %                      | |
| Kypr                                          | 3,6 % (5 % v Severním Kypru)                    |                             | |
| Lotyšsko                                      | 5 %                                             |                             | |
| Lichtenštejnsko                               | 8 %                                             |                             | |
| Litva                                         | 5 %                                             |                             | 7 % pro koalice                                                                                         |
| Maďarsko                                      | 5 %                                             |                             | 10 % pro dvoučlennou koalici, 15 % pro vícečlennou, 0,26 % pro národnostní menšiny (pouze jeden mandát) |
| Moldavsko                                     | 5 %                                             |                             | 3 % pro nezávislé, 12 % pro koalice                                                                     |
| Monako                                        | 5 %                                             |                             | |
| Německo                                       | 5 %                                             |                             | 0 % pro strany národnostních menšin, 0 % pro volby do Evropského parlamentu                             |
| Nizozemsko                                    | 0,67 %                                          |                             | |
| Polsko                                        | 5 %                                             |                             | 8 % pro koalice, 0 % pro strany národnostních menšin                                                    |
| Rakousko                                      | 4 % (neplatí v některých spolkových státech)    |                             | |
| Rumunsko                                      | 5 %                                             |                             | 10 % pro koalice                                                                                        |
| Rusko (nachází se částečně v Evropě)          | 5 %                                             |                             | |
| Řecko                                         | 3 %                                             |                             | |
| San Marino                                    | 5 %                                             |                             | |
| Srbsko                                        | 3 %                                             |                             | 0 % pro strany národnostní menšin                                                                       |
| Slovensko                                     | 5 %                                             |                             | 7 % pro dvoučlennou a trojčlennou koalici, 10 % pro vícečlennou                                         |
| Slovinsko                                     | 4 %                                             |                             | |
| Španělsko                                     | 3 %                                             |                             | |
| Švédsko                                       | 4 % celostátně nebo 12 % ve volením obvodu      |                             | |
| Ukrajina                                      | 5 %                                             |                             | |